# جورج بيكر (لاعب كرة قدم)
جورج بيكر (بالإنجليزية: George Baker)‏ (6 أبريل 1936 في المملكة المتحدة - 23 أبريل 2024) هو لاعب كرة قدم بريطاني في مركز الهجوم، شارك في كأس العالم 1958. وشارك مع منتخب ويلز تحت 21 سنة لكرة القدم ومنتخب ويلز لكرة القدم. أما مع النوادي، فقد لعب مع شروزبري تاون ونادي باري تاون يونايتد ونادي بليموث أرجايل.

## وصلات خارجية
- جورج بيكر على موقع الاتحاد الدولي (مؤرشف)  (الإنجليزية)
- جورج بيكر على موقع عالم كرة القدم.نت (الإنجليزية)